# Cecilia Underwood, 1. Duchess of Inverness

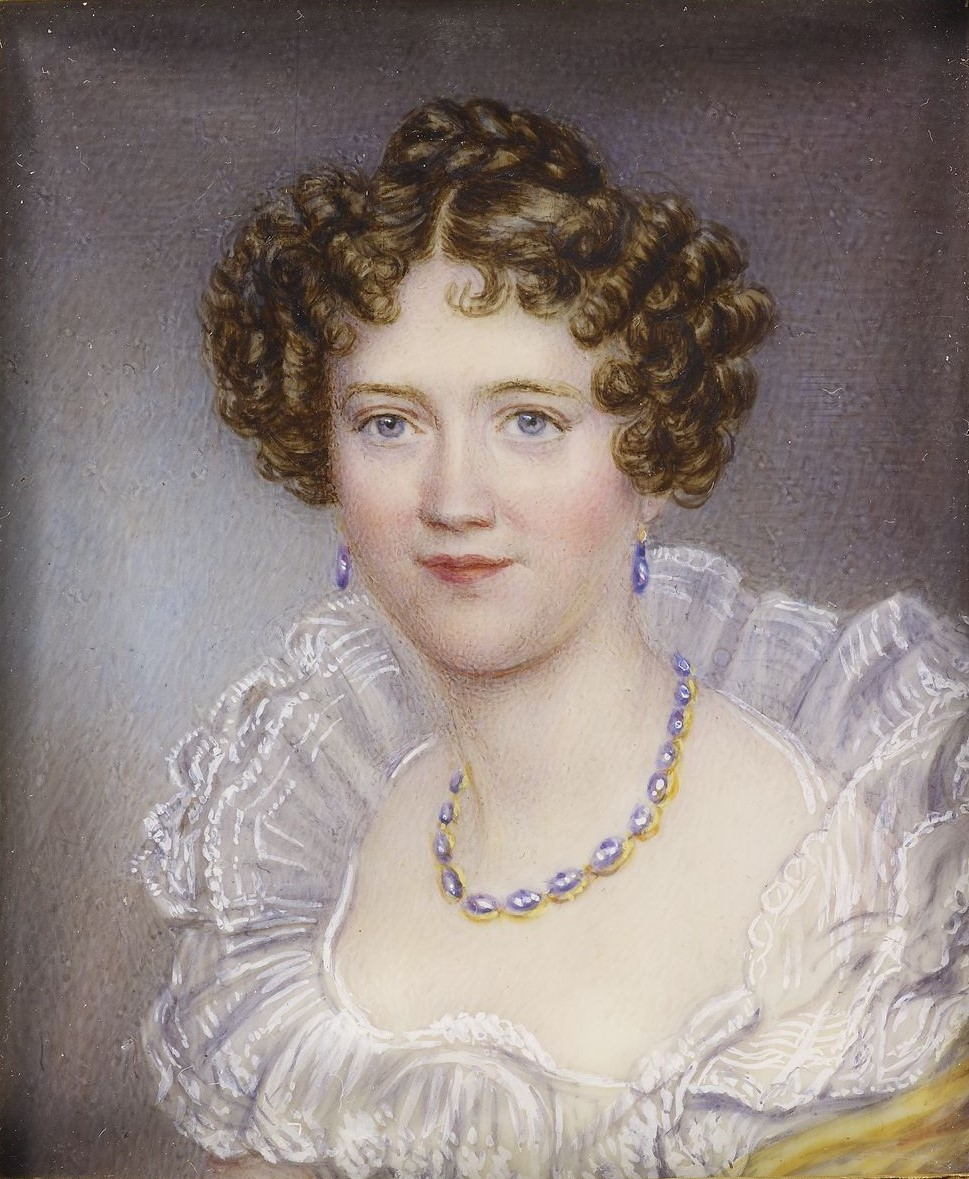
Cecilia Underwood, 1. Duchess of Inverness

Cecilia Letitia Underwood, 1. Duchess of Inverness (* um 1785; † 1. August 1873 im Kensington Palace) war eine britische Adlige. Sie war die morganatische, zweite Ehefrau von Prinz Augustus Frederick, 1. Duke of Sussex.

## Leben
Sie war eine Tochter von Arthur Gore, 2. Earl of Arran (1734–1809) und dessen dritter Gattin Elizabeth Underwood († 1829). Als Tochter eines Earls trug sie von Geburt das Höflichkeitsprädikat Lady.
In erster Ehe heiratete sie am 14. Mai 1815 als dessen zweite Gattin Sir George Buggin (1760–1825). Dieser starb am 12. April 1825. Die Ehe blieb kinderlos.
Am 2. Mai 1831 heiratete sie in zweiter Ehe und als dessen zweite Gattin Prinz Augustus Frederick, 1. Duke of Sussex, den sechsten Sohn König Georgs III. Die Ehe war auf Grund des Royal Marriages Act von 1772 in Großbritannien nicht legal. Da die Ehe in Großbritannien nicht anerkannt wurde, nahm sie ab der Hochzeit statt des Nachnamens ihres Mannes mit königlicher Erlaubnis den Geburtsnamen ihrer Mutter „Underwood“ an. Das Paar bewohnte Räume im Kensington Palace. Sie bewohnte diese Räume auch nach dem Tod ihres Mannes 1843. Am 30. März 1840 wurde ihr von Queen Victoria aus eigenem Recht der erbliche Titel Duchess of Inverness verliehen. Die Namensgebung dieses Titels nimmt Bezug auf den Titel Earl of Inverness, den ihr Mann seit 1801 als nachgeordneten Titel innehatte. Da sie auch mit Augustus Frederick keine Kinder hatte, erlosch ihr Adelstitel bei ihrem Tod 1873. Sie wurde im Kensal Green Cemetery an der Seite von Prinz Augustus Frederick beigesetzt.

## Anreden und Titel
- um 1785–1815: Lady Cecilia Gore
- 1815–1831: Lady Cecilia Buggin
- 1831–1840: Lady Cecilia Underwood

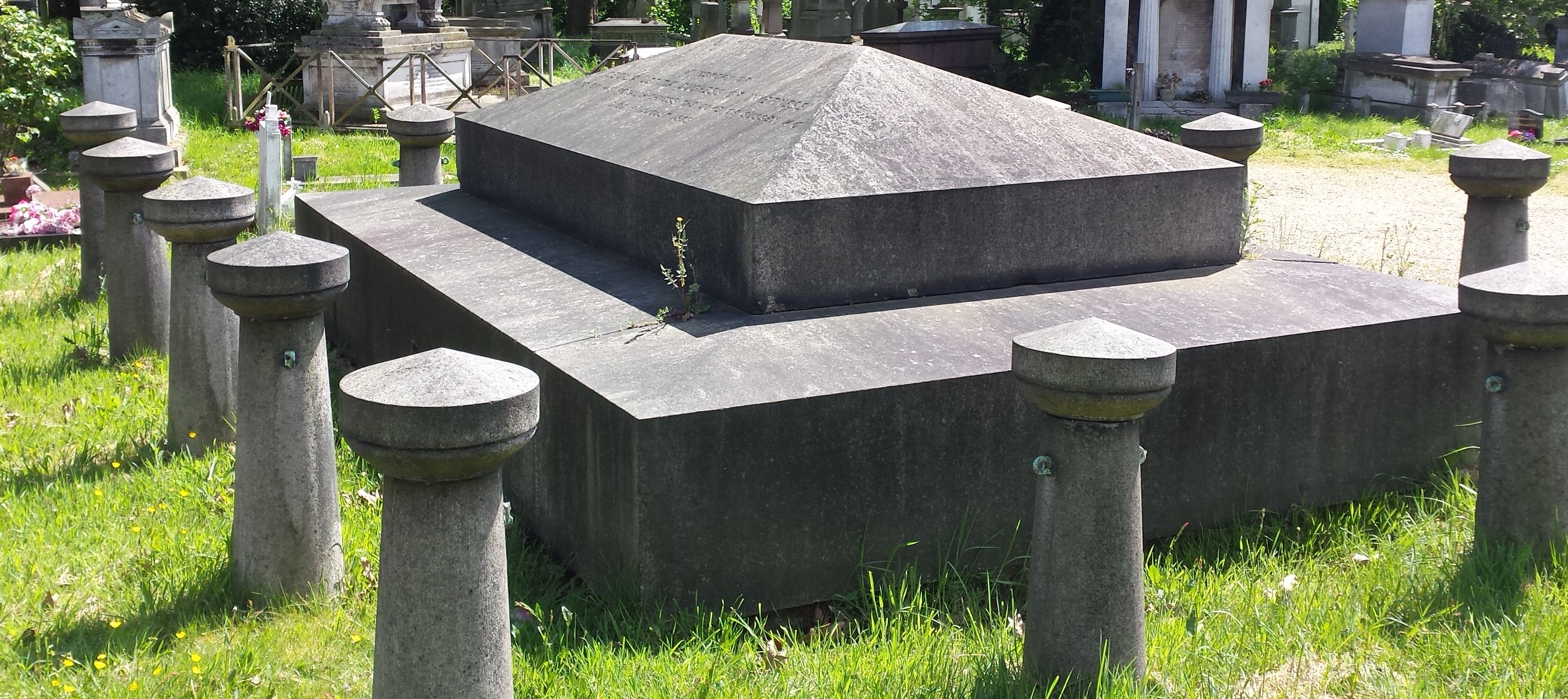
Grab von Cecilia Underwood, 1. Duchess of Inverness

- 1840–1873: Cecilia Underwood, 1. Duchess of Inverness